# Кулосаарі (станція метро)
60°11′20″ пн. ш. 25°0′29″ сх. д. / 60.18889° пн. ш. 25.00806° сх. д.
Кулосаарі (фін. Kulosaari, швед. Brändö) — станція Гельсінського метрополітену. Розташована між станціями «Каласатама» (розташована за 1,816 км) та «Герттоніемі» (розташована за 1,442 км). Відкрита 1 червня 1982 року.
Біля станції розташована стоянка на 50 роверів та 36 автівок.
Конструкція — наземна крита з острівною платформою.
Розташована в районі Кулосаарі на однойменному острові.
Пасажирообіг: 6 200 осіб в будень (2015) та 1 902 400 осіб/рік
Пересадка на автобуси №16, 50, 58, 58B, 59, 81, 85N, 90A, 90N, 92N, 94N, 95N, 96N, 97N, 841N
Це одна з найперших станцій Гельсінського метро. Повз неї 1 червня 1982 пройшли найперші потяги Гельсінкської підземки. Примітно, що наступні дві станції — «Каласатама» і «Сьорняйнен» — тоді ще не існувало, і наступною за «Кулосаарі» відразу була «Хаканіемі» за 3,9 км.
8 червня 2010 — 2011 станція була тимчасово закрита на реконструкцію. Було побудовано новий касовий зал з ескалаторами, а також стіни і дах